# Мелконян, Айк Иванович
Айк Иванович Мелконян (арм. Հայկ Հովհաննեսի Մելքոնյան, 1911, с. Блурмак, провинция Ван, Османская империя — 1979, Ереван, Армянская ССР, СССР) — советский и армянский государственный деятель, министр внутренних дел Армянской ССР (1957—1961).

## Биография
В 1915 г. его род почти полностью был вырезан турками. На его глазах убили отца. Благодаря помощи соседей он и брат Аслан спаслись бегством и оказываются на территории Российской империи. Жил в приюте, вместе с братом батрачил в селе Джрвеж. 
По окончании Ереванского педагогического техникума поступает на комсомольскую работу, после демобилизации из рядов РККА в 1935 г. избирается секретарем парткома Кироваканского химического завода, затем секретарем горкома, откуда переводится на работу в Ереван, в ЦК КП Армении. В 1940—1941 гг. — первый секретарь Кировского районного комитета партии Еревана.
Член ВКП(б) с 1932 г. В 1954 г. окончил Высшую партийную школу при ЦК КПСС.
С началом Великой Отечественной войны после окончания четырехмесячных курсов в Московской академии имени Ленина был назначен комиссаром I-го батальона 123-й бригады 67-й армии, обороняющей Ленинград. В 1943 г. после того как его командир Банников получил тяжелое ранение, взяв на себя командование, организовал наступление. Дальнейший ход боя отражен по книге «Прорыв» фронтовых корреспондентов Михайлова и Василевского: 

 «Мелконян бежал дальше. У него было не столько бойцов, сколько отваги. Фрицы не выдержали, дрогнув, попятились к лесу. Но наши продолжали наступать, порой схлестываясь в рукопашном бою. Много черной фашистской крови застыло на штыку Мелконяна. Вместе со связником Анисимовым он достиг леса и наткнулся на лыжников в белых халатах.
— Ура! Наши! — раздалось с двух сторон.
И Мелконян крепко обнял майора Мельникова, волховца. В памятном акте о прорыве блокады Ленинграда написано и навечно останется в истории, что в 9.30 утра 18 января 1943 года при соединении войск Ленинградского и Волховского фронтов первыми встретились батальоны майоров Мелконяна и Мельникова. Этот документ подписали пятеро, и первой стоит фамилия Мелконяна». — 
- 1948—1951 гг. — первый секретарь Ванздорского горкома ВКП(б),
- 1954—1957 гг. — заведующий отделом ЦК Компартии Армении,
- 1957—1961 гг. — министр внутренних дел Армянской ССР,
- 1961—1974 гг. — Управляющий делами Совета Министров Армянской ССР.

С 1974 г. (?) — министр рыбной промышленности Армянской ССР.

## Награды и звания
Награждён орденами Красного Знамени, Отечественной войны 1 и 2-й степени, Красной Звезды.